# Лідський район
Лі́дський райо́н — адміністративна одиниця Білорусі, Гродненська область. Адміністративний центр — місто Ліда. Район утворений 15 січня 1940 року. Відповідно до Указу Президента Республіки Білорусь Олександра Лукашенко від 9 лютого 2004 року № 56 до складу Лідського району включене й місто Ліда. Площа району — 157 тисяч гектарів. В 276 населених пунктах проживає 134565 чоловік. З них у м. Ліда 95,6 тисяч, у м. Березовка 11,7, сільське населення становить 27 тисяч чоловік.

## Географія
Лідський район являє собою плоску, слабко нахилену до півдня моренну рівнину, з абсолютними висотами в межах 140—200 м, річками Лебеда, Дітва, Жижма і їхніми притоками, що переходить у Німанську низину, обмежену по південно-східній окраїні рікою Німан. Знаходиться в центрі області, межує із Вороновським, Ів'євським, Дятловським, Щучінським районами.

## Населення
У районі проживають представники понад 50 національностей. 46,2 % населення становлять білоруси, поляки — 39,5 %, росіяни — 11,3 %, українці — 2,1 %, литовці — 0,2 %, євреї — 0,08 %, німці — 0,05 %, вірмени — 0,06 %, азербайджанці — 0,03 %, татари — 0,01 %.

## Історія району
Перші люди племен свідерської культури прийшли на Лідчину близько 12 тисяч років тому. Після них на Лідчині проживали племена яніславицької, німанської, прибалтійської культур (угро-фіни), племена штрихованої кераміки (балти). В 5 сторіччі уздовж долини Німану оселилися слов'яни. Багато віків по Докудовським болотах і долині р. Дітви зберігався кордон між дреговичами і ятвягами. В 12-13 століттях на лідських землях розташовувалося Дейновськое князівство. Лідчина — смуга контакту слов'ян і балтів, від інших земель відрізнялася обрядом поховання, жіночими прикрасами, типом одягу. У Лідському районі знайдені десятки археологічних стоянок, 4 городища, 17 селищ, кургани, насипи, кам'яні могильники. В 14 столітті Лідчина стає районом змішаного заселення литвинів, ятвягів, дреговичів, аукштайтов, дейновцев, кривичів і жмудинів. Назви деяких сіл говорять самі за себе: Кривичі, Дайнова, Гуди, Жомойди. В 1323 р. за розпорядженням великого князя литовського Гедиміна почали зводити Лідський замок, у цьому ж році було засноване місто Ліда. Назва міста, імовірно, відбулося від слова «лядо», що означає «вільне від лісу місце — галявина».

### У складі Великого князівства Литовського
З кінця XIV і до початку XVI століття Ліда — великокнязівське місто з першої п'ятірки міст Великого князівства Литовського, Лідою володіли великі князі Кейскут, Ольгерд, Ягайло, Вітовт. У місті з 1396 по 1399 р. жив вигнаний із Золотої Орди хан Тохтамиш, старостами були Ач-Гірей — засновник Кримського ханства. В 14 столітті згадуються лідські поселення Дубровно, Беліца, Острів і Докудово. Островська угода й Докудовська битва описуються у всіх білорусько-литовських літописах. Лідським удільним князівством 14 століття володіли князі Кейстут, Ольгерд, Ягайло, Корибут і Вітовт. Достеменно відомо, що лідська корогва брала участь у Грюнвальдській битві. В 1413 р. було утворено Лідську хоругву в складі Віленського воєводства. При адміністративній реформі 1565–1566 р. до Лідської хоругви були приєднані Василіське й Ейшишське намісництва зі складу Трокського воєводства й створений Лідський повіт, що без значних територіальних змін проіснував до 1915 р.
Наприкінці 14 ст. починається передача земель у приватну власність. Першим на Лідчині був виділений двір Дубровно із прилеглими поселеннями: великий князь Ольгерд близько 1370 р. наділив земельним наділом свого слугу Войдило. 17 лютого 1387 року король Ягайло переписав Дубровно віленській кафедрі католицьких єпископів. У 1507 р. мисливець Захаріаш Кузьмич одержав від короля Жигімонта 6 волок землі поблизу Ліди в районі вул. Енгельса — місцевість ця спочатку називалася Кузьмішками, потім Вісьмонтами. В 1527 р. лідський староста Юрій Ільінич, що побудував Мирський замок, володів Дворищами, Бердовкою, Придибайлами й Зблянами.

### Річ Посполита
До середини 16 століття відбулося покріпачення селян спочатку за землею, а потім за власниками землі — боярами. Селяни непомітно для себе стали кріпаками. З'явилися ремісники й торговці — ознака суспільного поділу праці. Базовим залишалося сільське господарство. У землеробстві переважало архаїчне трипілля: пара, озиме жито, ярові; у середині століття змінилося регулярним трипіллям. Оранка ділянок велася волами й кіньми. Знаряддя праці були незмінними: двозуба соха й борони. Урожай зернових був невисоким: «сам-три» — це приблизно по 4-5 центнерів з гектара. Розводили коней, велику рогату худобу, свиней, овець, кіз, курей, гусаків, качок. Деякі села спеціалізувалися на льонарстві, бджільництві, рибальстві, полюванні. До кінця 16 століття в кордонах сучасного Лідського району налічувалося більше 50 поселень. З них у великокнязівській владі залишалися Ліда, Кульбаки, Вашкевичі.
У першій половині 17 століття на Лідчині помітно зросла чисельність населення, багато сіл отримали статус містечок. На мапі Т. Маковського, виданої в 1613 р., позначені: Ліда — місто із замком і земським судом, Беліца — місто, Ваверка, Крупа, Лебеда — містечка, Бєлогруд — село зі шляхетським двором. На першу половину століття припали найкращі роки Беліци. Цьому сприяла прокладка дороги із Гродно в Новокупок через Беліцу й наведення при Беліці переправи через Німан. Радивіли побудували тут, на березі Німану садибу. У Беліці проживали майстри 16 спеціальностей, в окремі роки частка ремісничого населення досягала 19 % . В 1627 р. у Беліці було 6 вулиць і проживало не менш 2 тисяч жителів. Щорічно проводилися ярмарки. У сусідніх Зблянах в 1627 р. налічувалося 38 дворів, земельні наділи становили 16 волок (342 гектара), у селі були млин і церква. У середині століття в Зблянах уже 62 двори, корчма й церква. Ваверка статус містечка одержала в 1570 р. Через Ваверку проходив тракт із Вільно на Краків, тут були корчми, проводилися торги і ярмарки. В Олдово, що придбало статус містечка на початку 17 століття, проходили щотижневі торги й щорічні ярмарки.
В 1590 р. Ліда одержала магдебурзьке право. З кінця XVI століття — це адміністративний, судовий, торговий центр повіту. Під час війни 1654–1667 р. Лідський повіт «сильно потерпів»: людські втрати становили 23,7 тисячі чоловік (25 %). В 1648 р. у повіті проживали 94,9 тис. чоловік, а в 1667 році — 71,2 тис. чоловік. До війни в Лідському повіті налічувалося 11860 «димів», після війни — 9621, втрати склали 18,8 %. Повністю знищені були Ваверка, Мито, Білогруда. Значна кількість житлових будинків бути спалені, чоловіче населення перебите, господарства розграбовані. Одним з наслідків цієї війни була підстава монастирів, в основному домініканські й кармелітських. Другим наслідком був перехід православних в греко-католицизм й католицизм. Наприкінці 17 століття на Лідчині (у сучасних границях) було 5 костьолів: Білогрудський, Ваверський, Дилевський, Єльненський і Лідський; п'ять греко-католицьких церков: Дікушська, Докудовсбка, Лідська, Митська й Радівонішська; дві православних церкви в Голдово й Зблянах. Північна війна принесла нові втрати й страждання. Населення грабували як шведські так і російські війська. В 1775 році у Лідському повіті 11723 димів, з них сільських 10974 і 749 міських. Повіт включав 8 староств.

### У складі Російської імперії
Після повстання 1794 року й Третього розділу Речі Посполитої Лідчина приєднана до Російської імперії. 8 серпня 1796 р. визначена повітовим центром Слонімської губернії Литовського генерал-губернаторства. Потім імператори Павло I і Олександр I, обоє, до речі, що відвідували Ліду, поганяли Лідський повіт по губерніях Литовської (1796—1801), Слонімської (1801—1802), Гродненської (1802—1842), поки Микола I не приписав до Віленської.
В 1812 р. Наполеон заснував у повітах — префектури з подпрефекта й двох радників. Лідським подпрефектом був призначений повітовий маршалок Ігнаці Скіндер. У місті було організовано муніципальне правління на чолі з мером Олександром Криделом. Від наполеонівської реформи збереглося тільки слово мер. Лідська шляхта двічі в 1831 і 1863 роках піднімала повстання, маєтки учасників повстань після поразок конфісковували, а самі учасники або бігли в Західну Європу, або посилалися в Сибір. Деякі з них одержали світову популярність (Домейко, Врублевський).
Наприкінці 1842 р. у Лідському повіті налічувалося 16 містечок, 416 маєтків, 1420 сіл, у яких проживали 90 869 католиків, 24 742 православних і 4731 євреїв, разом 120 342 чол., у тому числі 8219 (1860 р.) дворян. В 1861 р. Лідський повіт був розділений на 24 волості. Повіт включав сучасні Лідський, Вороновський і Щучінський райони, а також частину Литви, загальною площею 5460 км². В 1862 р. у повіті проживали 122 тисячі чоловік із середньою щільністю 25 чол. на км². По перепису 1897 р. у повіті проживали 103 030 чоловіків і 102 737 жінок, усього 205 767 чоловік, 30,3 % з яких були грамотними. Селянам належало 225 320 десятин землі, дворянам 195 960, скарбниці 39 580, міщанам 12 470, церковним притчам і монастирям 2 200. У 1882—1884 рр. була побудована залізниця Вільно — Ліда — Лунінець, в останній день 1884 р. по ній було відкритий рух. В 1900 р. у Лідському повіті було 38 309 коней, 100 084 голів великої рогатої худоби, 106 975 овець, баранів і кіз, 50 557 свиней. В 1903 р. — 228 тисяч жителів. За порядком стежили 23 урядники й 73 стражники. В 1906 р. почався рух поїздів на залізничній лінії Молодечно — Волковиськ через Гав'є — Ліду — Скрибовці й було завершене будівництво Бєлогрудського костьолу — одного з найвитонченіших у районі.
П'ятиліття з 1908 по 1913 рік — час безперервного росту промисловості, культури й освіти в Лідському повіті. На склозаводі «Німан А» в 1908 р. 552 працівники, ними вироблено лампового скла, скляного й кришталевого посуду на 310 тисяч рублів. На склозаводі «Німан Б» 454 робітників.
В 1910 р. у Лідському повіті діють 244 фабрики й заводи з 2160 робітниками. Склозавод «Німан» з'єднаний вузькоколійкою з залізничною станцією Німан. У Докудово поштовий відділ перетворений у поштово-телеграфний відділ. У Голдово при церкві відкрите парафіяльне суспільство тверезості. 1913 рік — останній мирний рік перед руйнівною катастрофою Російської імперії. Рік найвищого підйому довоєнної економіки. У Лідському повіті проживали 252,5 тисяч жителів. На склозаводах «Німан А» і «Німан Б» працювали 1050 робітників, було вироблено біля мільйона штук столового посуду й кришталевих виробів на загальну суму 705 тисяч рублів. Основні фонди заводу перевалили за півмільйона рублів. На Перепечицькому цегельному виробництві виготовлено цегли на 20 тисяч рублів. На Поречанському винокурному виробництві випущено спирту 1,4 млн градусів.
На початку 1914 року Лідський повіт площею 5615,7 км² з населенням близько 260 тисяч складався з 23 волостей, 8 судово-адміністративних округів із земським начальником у кожному окрузі й 5 поліцейських станів з місцеперебуванням комісарів поліції у Вороново, Ейшишках, Щучины, Василішках і Беліце.
Ліда була повітовим центром, тут розміщалися всі повітові відомства: канцелярія проводиря дворянства, дворянське піклування, військкомат, повітовий з'їзд, поліцейське відомство, комісія сільськогосподарських організацій, казначейський інспекторат, казначейська каса, відомство акцизного округу, відомство повітового військового начальника, шкільний інспекторат. У Ліді проживали 16 тисяч жителів, були державна чоловіча гімназія, приватна жіноча гімназія, дві частини прогімназії, дві парафіяльних школи — чоловіча й жіноча, народна школа, талмуд-тора й знаменитий ешибот рабина Рейнеса. Наприкінці вересня 1915 р. Лідський повіт був окупований кайзерівськими військами. Була створена цесарсько-німецька Віленська губернія. Німецька адміністрація видала розпорядження про покладання охорони телефонної й телеграфної мережі на місцеве населення; про відчуження кольорових металів. Заборонено приховування російських військовополонених; прийняття на нічліг злиденне й бездомних; пересилання й одержання посилок, листів, газет, журналів; продаж і вживання м'яса й м'ясних продуктів у вівторок і п'ятницю; забій і продаж гусаків, утік, курей без спеціального дозволу. Установлено денні норми споживання хліба й картоплі. Уведено талони й купони на товари. Проведено перереєстрацію населення, дорослим вручені аусвайси. Восени 1916 р. почали відкриватися білоруські й польські школи. Вивозилися ліс, сільськогосподарська сировина, продукти, устаткування, дзвони.

### Під владою Польщі
За Ризьким договором Лідчина відійшла до Польщі. Ліда стала повітовим містом Новогрудського воєводства. За роки воєн і революцій чисельність населення скоротилася на 25 %. Територія Західної Білорусі одержала назву «усходния крэсы» -«східні окраїни». Повіт стали називати поветом, волості — гмінами. На державні посади допускалися тільки поляки. Білоруська мова була оголошена поза законом. Багато родин евакуйовані в Росію на початку 20-х років повернулися на батьківщину. В 1927 р. у повіті всього 5 кустарних майстерень. В 1929 р. Лідський повіт був розділений (розполовинений) на Лідський і Щучинський повіти. Був відновлений склозавод «Німан», побудована фанерна фабрика в Сельці. У другій половині 30-х років проведена хуторизація, що істотно поліпшила економічне становище селянства.

### Радянський період
У вересні 1939 р. на Лідчину ввійшла Червона Армія. Лідський повіт, без Конявської і Ейшишської гмін, які відійшли Литві, включені до складу Барановичської області. 15 січня 1940 р. Указом Президії ВР БРСР замість колишніх повітів у західних областях Білорусі утворений 101 район, у тому числі Лідський. На території колишнього Лідського повіту були створені 6 маленьких районів: Василішковський, Вороновський, Жолудський, Лідський, Радунський і Щучинський. На Лідський район припало 1250 км² території з 54 тис. гектарів ріллі, 300 населених пунктів і 5220 хуторів, 41 маєток, 50 шкіл. 12 жовтня Лідський район поділений на 20 сільрад. 15 грудня були проведені вибори в місцеві ради. 24 грудня відбулися перша сесія. 3 січня 1941 р. у Ліді відбулася перша сесія Лідської районної Ради. Сесію відкрив найстарший депутат Свідерський. Був обраний склад райвиконкому. До 1 червня 1941 р. у кордонах сучасного Лідського району були організовані 2 радгоспи: племсовхоз «Тарново» і радгосп «17 вересня» у Малому Можейково й 11 колективних господарств.
Наприкінці червня 1941 року Лідський район був окупований німецькими військами. Територія цієї частини Білорусі ввійшла як Білорутенія до складу райхскомісаріату Остланд і її було поділено на гебітскомісаріати (округи), а округи — на райони. Лідський округ був розділений на 7 районів: Василишковський, Желудоцький, Ів'євський, Лідський, Радунський, Щучинський і Юратишковський. У кожному районі були свої зондерфюрер, жандармерія, ортскомендатура й арбайтсамт. У Ліді — центрі округа — розташовувалася резиденція гебітскомісара. Улітку 1942 р. на території району з'явилися перші партизанські групи з військовослужбовців, що залишилися, і місцевих жителів. Наприкінці 1943 р. це вже були добре організовані партизанські загони, керовані Лідським міжрайпартцентром на чолі з Гапеєвим. Одночасно в 1943 р. були створені польські партизанські з'єднання Армії Крайової. До липня, до звільнення Лідчини Червоною армією, між червоними й білими партизанами йшла завзята кровопролитна боротьба, усіляко підтримувана німецькою адміністрацією. З 8 по 12 липня фронт пройшов через Лідський район. На Лідчині була відновлена радянська влада й довоєнна адміністративна структура. 20 вересня 1944 р. Лідський район був виведений з Барановицької і включений до складу Гродненської області. Керівний склад партизанських загонів був залишений у районі для відновлення зруйнованого господарства.